# Gila Bend
Pour les articles homonymes, voir Bend (homonymie).
Gila Bend est une ville dans le comté de Maricopa, en Arizona, aux États-Unis.

## Démographie
En 2007, sa population était de 1 870 habitants pour une densité de 32 hab/km2.
| 1910 | 1920 | 1930  | 1960  | 1970  | 1980  |
| ---- | ---- | ----- | ----- | ----- | ----- |
| 199  | 745  | 1 275 | 1 813 | 1 795 | 1 585 |

| 1990  | 2000  | 2010  | - | - | - |
| ----- | ----- | ----- | - | - | - |
| 1 747 | 1 980 | 1 922 | - | - | - |